# Szergej Nyikolajevics Rjazanszkij
Szergej Nyikolajevics Rjazanszkij, oroszul: Сергей Николаевич Рязанский (Moszkva, 1974. november 13. –) orosz biokémikus, űrhajós.

## Életpálya
1996-ban a Lomonoszov Egyetemen szerzett biokémiából oklevelet. Diplomaszerzést követően az Orvosbiológiai Intézetben (IMBP) tudományos segédmunkatárs, 2001-től tudományos munkatárs, 2003 óta vezető kutató. 2000-ben doktori címet szerzett. 2000-től több tudományos kísérletben vett részt, ahol 3-28 napra elkülönítetten (egyedül vagy többed magával) szolgálta a tudományos kutatást.
2003. május 29-től részesült űrhajóskiképzésben a Jurij Gagarin Űrhajóskiképző Központban. Alapkiképzését követően 2007. november 15-től november 29-ig egy 14 napos Mars-500 program parancsnokaként végzett kísérletet. 2009. március 31-től július 14-ig a Mars-500 program parancsnokaként 105 napig szimulálták az utazást, az élet- és a munkafolyamatokat. Részese volt egy 240 napos, Bion-11 kísérletnek is, amiért a NASA külön elismerésben részesítette.
2010-től a Jurij Gagarin Űrhajós Kiképző Központban egy TsPK űrhajós csoport vezetője.
2013. szeptember 25-én a Szojuz TMA–10M űrhajó fedélzetén indult a Nemzetközi Űrállomásra (ISS). A misszió 2014. március 11-én tért vissza kiinduló bázisára. 2017. július 28-án a Szojuz MS-05 fedélzetén ismét elindult a Nemzetközi Űrállomásra, a misszió 2017. december 14-én tért vissza.

## Családja
Kétszer nősült, négy gyermeke van.
Nagyapja, Mihail Szergejevics Rjazanszkij (1909-1987) a szovjet rakéták és űreszközök rádió-ellenőrző rendszereinek fejlesztője volt.

## Űrrepülések
Szojuz TMA–10M fedélzeti mérnöke.

## Tartalék személyzet
Szojuz TMA–08M fedélzeti mérnöke.